# Richard Mathews
Richard Mathews (Romford, 11 dicembre 1914 – Taunton, 15 ottobre 1992) è stato un attore britannico.

## Carriera
Famoso per il ruolo di Rassilon nella serie fantascientifica Doctor Who, interpretato nel 1983.

## Filmografia
- The Protectors – serie TV, episodio 1x08 (1964)
- Bequest to the Nation (1973)
- The Satanic Rites of Dracula (1973)
- It Could Happen to You (1975)

## Televisione
- Harnessing Peacocks
- Ladykillers
- The Walls of Jericho
- Square Mile of Murder
- Beryl's Lot
- Children of the Stones
- Churchill's People
- Crown Court
- Z-Cars
- Dixon of Dock Green
- W. Somerset Maugham
- Callan
- Mr. Rose
- R3
- Emergency – Ward 10